# Lewe (Liebenburg)
Lewe ist ein Ortsteil der Gemeinde Liebenburg im Landkreis Goslar in Niedersachsen. Das Dorf ist vollständig mit der Neugründung Liebenburg zusammengewachsen.

## Geschichte
Lewe wurde erstmals im Jahre 1131 erwähnt. Um 1280 wurde der Ort Levedhe genannt. Die Edelherren von Meinersen waren hier begütert. Sie gaben um 1280 in Levedhe einen Hof als Lehen an Gebhard von Lewe.
Die Dorfkirche entstammt dem Jahr 1518, sie wurde im Jahre 1863 erweitert.
Am 1. April 1937 ging Lewe in der Gemeinde Liebenburg auf.